# PGC 6240
PGC 6240是一個非常大的和古老的星系，位於水蛇座南部，距離地球約3億4500萬光年，也稱為AM 0139-655或白玫瑰星系。
PGC 6240看起來像天空中的一朵白玫瑰，有一團霧狀的恆星繞著一個發光的中心旋轉，有幾顆恆星靠近中心，而另外一些則在遠處。那些遠離中心的地方似乎脫離星系中心。
PGC 6240中球狀星團的年齡範圍很大，包括相當年輕（約4億年）的球狀星團，一批年齡在10億年左右的老星團，其他的星團還要古老。年輕星團的年齡與星系周圍的年齡一致，表明PGC 6240與另一個星系合併之後，年輕的星團才隨之形成。